# Aetheorhiza
Aetheorhiza é um género botânico pertencente à família Asteraceae.

## Espécies
Apresenta três espécies:
- Aetheorhiza bulbos
- Aetheorhiza bulbosa
- Aetheorhiza montana